# Hernán Díaz (futbolista)
Hernán Edgardo Díaz (Barrancas, provincia de Santa Fe; 26 de febrero de 1965) es un exfutbolista y entrenador argentino que jugaba como lateral derecho. Actualmente se desempeña como entrenador de las divisiones inferiores de River Plate.
A nivel clubes ganó diez títulos con River Plate (incluida la Copa Libertadores 1996) y con Rosario Central fue campeón de la Primera División B 1985 y más tarde campeón de la Primera División 1986-87. 

## Trayectoria
Su infancia transcurrió en Sastre, provincia de Santa Fe.
Su carrera como futbolista comenzó en Rosario Central, donde hizo las divisiones inferiores. Debutó con el equipo Canalla de la mano de Pedro Marchetta el 10 de noviembre de 1985, en la derrota por 0-1 contra Tigre por la fecha 39.º del Torneo de Primera B. Finalizada la temporada, Rosario Central se consagró campeón y ascendió a Primera División.

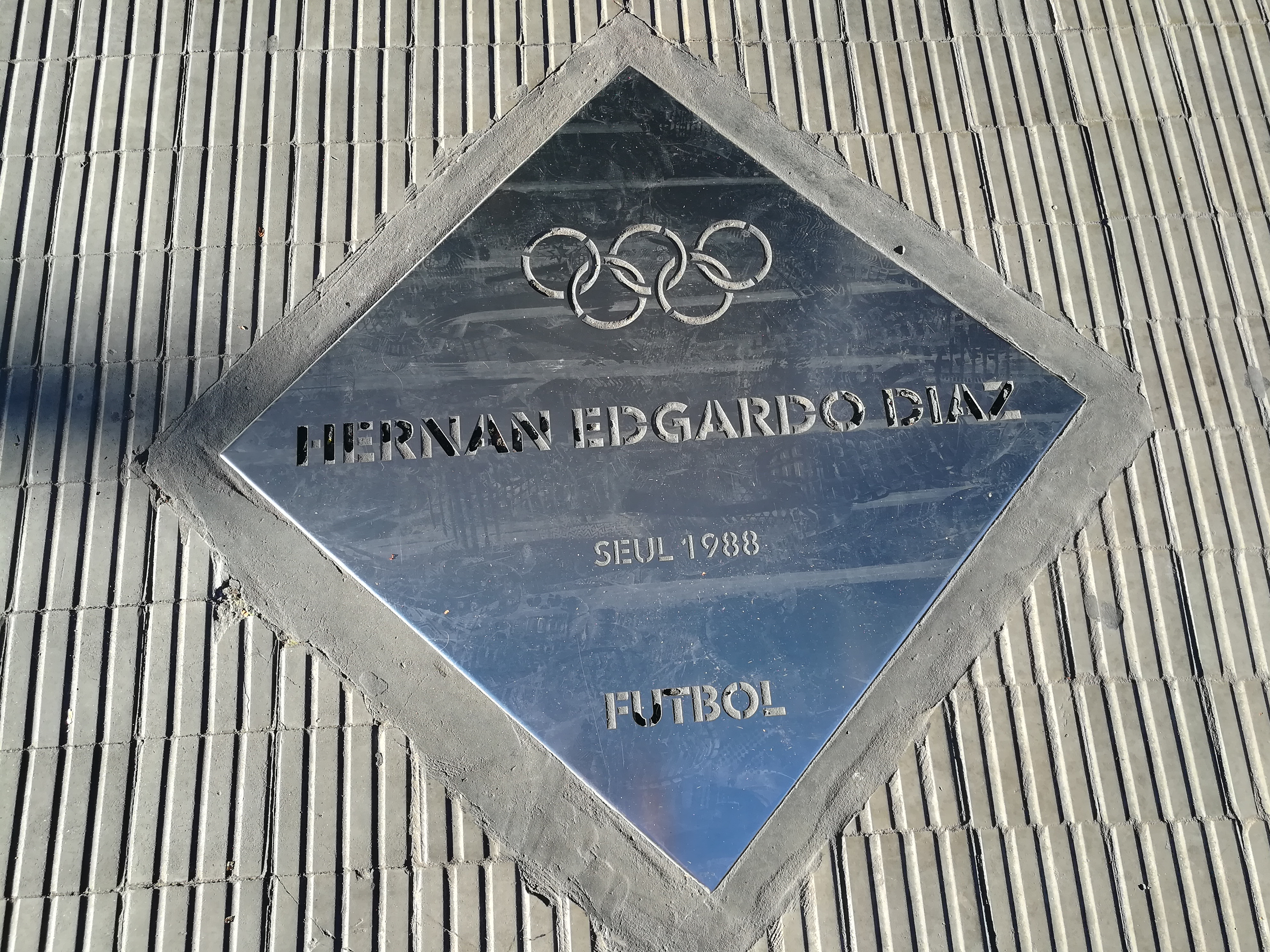
Placa homenaje a Díaz en el Paseo de los Olímpicos de Rosario.

Luego del ascenso obtenido a fines de 1985, el equipo debía esperar seis meses hasta poder incorporarse al inicio del campeonato 1986-87. Durante este tiempo, Díaz fue cedido por seis meses a Los Andes para jugar el Torneo Apertura de Primera B 1986. En junio de ese año regresó a Rosario Central, haciendo su debut en Primera División en la primera fecha, el 13 de julio de 1986, en un partido ante San Lorenzo de Almagro en La Bombonera que terminó 1-1. Con el director técnico Ángel Tulio Zof, esa temporada, Rosario Central obtuvo el Campeonato de Primera División 1986-87, convirtiéndose en el primer equipo argentino que logró coronarse campeón consecutivamente de dos categorías distintas.
El 10 de junio de 1987, gracias a la convocatoria de Carlos Salvador Bilardo, debuta en la Selección Argentina en un partido amistoso disputado en Zúrich frente a Italia, y que finalizó 3 a 1 para los europeos. También participó en la Copa América 1987, disputada en Argentina, jugando los dos primeros partidos.
Tras el título con Central, jugó dos temporadas más con el conjunto rosarino, incluyendo la Copa Libertadores 1987. En julio de 1989, varios equipos se fijaron en él, incluyendo a River Plate y Boca Juniors, y luego de negociar, los dirigentes de Central arreglaron con sus pares de River el traspaso del jugador al club de Núñez.
Hernán Díaz llegó a Buenos Aires junto con Gabriel Batistuta, quien también había sido transferido al equipo de la banda desde Newell's Old Boys. Reinaldo Merlo lo hizo debutar en la Primera de River el 23 de agosto de 1989 contra Newell's, rival de su exequipo. Apodado Hormiga, era un jugador con mucha fuerza y poco buen juego, a tal punto que la afición riverplatense lo resistía. En un partido contra Mandiyú de Corrientes, tuvo un altercado con la Platea General Belgrano. Díaz marcó el único gol del partido, y en el festejo fue hacia la platea a hacer una serie de gestos, de los cuales más tarde se arrepintió. Con el paso del tiempo, sin embargo, pasó a ser reconocido por sus buenas actuaciones y cambió los insultos por aplausos. En 1990 ganó su primer título en River, el Campeonato 1989/90, con Daniel Passarella como técnico. En 1991 logró el Torneo Apertura 1991. En el año 1994 levantó otros dos títulos con River, el Apertura 1993 (que culminó en marzo) y el Apertura 1994, de la mano de Américo Gallego.
Tras un 1995 sin títulos, y llegado Ramón Díaz reemplazando a Carlos Babington a mitad de aquel año, ganó la Copa Libertadores y también obtuvo el Torneo Apertura. En 1997, se consolidó en un símbolo del River tricampeón de Ramón, ganando el Torneo Clausura, el Apertura y a nivel internacional la Supercopa Sudamericana. En vísperas al Mundial de Francia 1998, Diaz integró una lista preliminar en la cual tenía chances de estar entre los 22 jugadores que disputarían de la Copa del Mundo en Francia con la selección nacional dirigida por Passarella, pero finalmente no fue convocado.
En 1999, luego de algunas diferencias con el Pelado Díaz, se tuvo que alejar de River, firmando con Colón de Santa Fe. Sin embargo, tras la renuncia de Ramón y el regreso del Tolo Gallego en el 2000, se dio su retorno. En su vuelta fue ovacionado por la afición millonaria. Bajo las órdenes de Gallego, River se consagró campeón del Torneo Clausura 2000, el 12.º y último título de la hormiga como jugador. Su último partido fue el 10 de junio de 2001 contra Lanús en el Estadio Monumental. River perdió por 2 a 1 y Díaz se retiró expulsado de la cancha a los 38 minutos del segundo tiempo.
Hernán Díaz se retiró como el jugador con más expulsiones en superclásicos oficiales de Primera División, torneos internacionales y amistosos, con seis tarjetas rojas.
De 2004 a 2015 formó parte del cuerpo técnico como ayudante de campo de Leonardo Astrada, excompañero y amigo de su época como jugador de River, conquistando el Clausura 2004.

## Selección nacional
El 10 de junio de 1987 fue convocado por Carlos Salvador Bilardo, y debutó en la Selección Argentina en un partido frente a Italia (1-3) en Zúrich. También participó en la Copa América disputada ese mismo año en Argentina. Marcó un recordado gol en un partido amistoso frente al Seleccionado de Alemania a los 5 minutos de comenzado el partido, el 15 de diciembre de 1993 en Miami.
Su única participación mundialista se dio en la Copa Mundial de Fútbol de 1994, a la que fue convocado por Alfio Basile. Jugó dos partidos, contra Nigeria y Bulgaria. También integró varias convocatorias en las Eliminatorias para el Mundial de 1998, aunque no formó parte de la lista final para el torneo.

### Participaciones en Copas del Mundo
| Mundial                        | Sede           | Resultado        |
| ------------------------------ | -------------- | ---------------- |
| Copa Mundial de Fútbol de 1994 | Estados Unidos | Octavos de final |

## Estadísticas
Datos actualizados al fin de la carrera deportiva.
| Rosario Central Argentina |               |               |     |    |   |     |     |     |     |    |
| 2.ª | 1985          | 3             | 0   | -  | - | -   | -   | 3   | 0   |    |
| 1.ª | 1986/87       | 35            | 3   | -  | - | 6   | 4   | 41  | 7   |    |
| 1.ª | 1987/88       | 36            | 1   | -  | - | -   | -   | 36  | 1   |    |
| 1.ª | 1988/89       | 29            | 2   | -  | - | -   | -   | 29  | 2   |    |
| Total club | Total club    | 103           | 6   | 0  | 0 | 6   | 4   | 109 | 10  |    |
| Los Andes Argentina |               |               |     |    |   |     |     |     |     |    |
| 2.ª | 1986          | 16            | 0   | -  | - | -   | -   | 16  | 0   |    |
| Total club | Total club    | 16            | 0   | 0  | 0 | 0   | 0   | 16  | 0   |    |
| River Plate Argentina |               |               |     |    |   |     |     |     |     |    |
| 1.ª | 1989/90       | 21            | 1   | -  | - | 4   | 0   | 25  | 1   |    |
| 1.ª | 1990/91       | 19            | 1   | -  | - | 7   | 2   | 26  | 3   |    |
| 1.ª | A-1991        | 18            | 1   | -  | - | 7   | 1   | 25  | 1   |    |
| 1.ª | C-1992        | 10            | 0   | -  | - | -   | -   | 10  | 0   |    |
| 1.ª | A-1992        | 14            | 1   | -  | - | 3   | 0   | 17  | 1   |    |
| 1.ª | C-1993        | 15            | 2   | -  | - | 5   | 0   | 20  | 2   |    |
| 1.ª | A-1993        | 17            | 1   | 9  | 0 | 4   | 0   | 30  | 1   |    |
| 1.ª | C-1994        | 12            | 1   | -  | - | -   | -   | 12  | 1   |    |
| 1.ª | A-1994        | 14            | 1   | -  | - | 3   | 0   | 17  | 1   |    |
| 1.ª | C-1995        | 15            | 2   | -  | - | 11  | 1   | 26  | 3   |    |
| 1.ª | A-1995        | 16            | 0   | -  | - | 6   | 0   | 22  | 0   |    |
| 1.ª | C-1996        | 11            | 0   | -  | - | 13  | 0   | 24  | 0   |    |
| 1.ª | A-1996        | 13            | 0   | -  | - | 1   | 0   | 22  | 0   |    |
| 1.ª | C-1997        | 15            | 0   | -  | - | 2   | 0   | 24  | 0   |    |
| 1.ª | A-1997        | 16            | 1   | -  | - | 10  | 1   | 26  | 1   |    |
| 1.ª | C-1998        | 11            | 1   | -  | - | 11  | 0   | 22  | 1   |    |
| 1.ª | A-1998        | 17            | 0   | -  | - | 5   | 0   | 22  | 0   |    |
| 1.ª | C-1999        | 8             | 0   | -  | - | 7   | 0   | 15  | 0   |    |
| 1.ª | C-2000        | 8             | 0   | -  | - | 5   | 0   | 13  | 0   |    |
| 1.ª | A-2000        | 10            | 1   | -  | - | 6   | 0   | 16  | 1   |    |
| 1.ª | C-2001        | 17            | 0   | -  | - | 6   | 0   | 23  | 0   |    |
| Total club | Total club    | 297           | 14  | 9  | 0 | 116 | 5   | 422 | 19  |    |
| Colón Argentina |               |               |     |    |   |     |     |     |     |    |
| 1.ª | A-1999        | 10            | 2   | -  | - | -   | -   | 10  | 2   |    |
| Total club | Total club    | 10            | 2   | 0  | 0 | 0   | 0   | 10  | 2   |    |
| Total carrera | Total carrera | Total carrera | 426 | 22 | 9 | 0   | 122 | 9   | 557 | 31 |
| (1) Incluye datos de la Copa Centenario de la AFA (1993). (2) Incluye datos de la Copa Libertadores (1987, 1990, 1991, 1993, 1995, 1996, 1997, 1998, 1999, 2000, 2001); Supercopa Sudamericana (1989, 1990, 1991, 1992, 1993, 1994, 1995, 1996, 1997); Copa Intercontinental (1996); Copa Mercosur (1998, 2000); Recopa Sudamericana (1998). (2) No incluye goles en partidos amistosos. |               |               |     |    |   |     |     |     |     |    |

### Selección nacional
| Selección | Año   | Amistoso | Amistoso | Eliminatorias | Eliminatorias | Copa América | Copa América | Copa del Mundo | Copa del Mundo | Total | Total |
| Selección | Año   | PJ       | G        | PJ            | G             | PJ           | G            | PJ             | G              | PJ    | G     |
| --------- | ----- | -------- | -------- | ------------- | ------------- | ------------ | ------------ | -------------- | -------------- | ----- | ----- |
| Argentina | 1987  | 2        | 0        | -             | -             | 2            | 0            | -              | -              | 4     | 0     |
| Argentina | 1988  | 6        | 2        | -             | -             | -            | -            | -              | -              | 6     | 2     |
| Argentina | 1989  | 3        | 0        | -             | -             | 2            | 0            | -              | -              | 5     | 0     |
| Argentina | 1993  | 1        | 1        | -             | -             | -            | -            | -              | -              | 1     | 1     |
| Argentina | 1994  | 2        | 0        | -             | -             | -            | -            | 2              | 0              | 4     | 0     |
| Argentina | 1995  | 1        | 0        | -             | -             | -            | -            | -              | -              | 1     | 0     |
| Argentina | 1996  | -        | -        | 1             | 0             | -            | -            | -              | -              | 1     | 0     |
| Argentina | 1997  | -        | -        | 4             | 0             | -            | -            | -              | -              | 4     | 0     |
| Argentina | 1998  | 2        | 0        | -             | -             | -            | -            | -              | -              | 2     | 0     |
| Argentina | Total | 14       | 3        | 5             | 0             | 4            | 0            | 2              | 0              | 28    | 3     |

### Resumen estadístico
| Competición            | Encuentros | Goles | Promedio |
| ---------------------- | ---------- | ----- | -------- |
| Primera División       | 407        | 22    | 0,05     |
| Segunda División       | 19         | 0     | 0,00     |
| Copas nacionales       | 9          | 0     | 0,00     |
| Copas internacionales  | 122        | 9     | 0,07     |
| Selección de Argentina | 28         | 3     | 0,12     |
| Total                  | 585        | 31    | 0,05     |

## Palmarés

### Como jugador

#### Campeonatos nacionales
| Título               | Club                  | País      | Año     |
| -------------------- | --------------------- | --------- | ------- |
| Segunda División (1) | C. A. Rosario Central | Argentina | 1985    |
| Primera División (9) | C. A. Rosario Central | Argentina | 1986-87 |
| Primera División (9) | C. A. River Plate     | Argentina | 1989-90 |
| Primera División (9) | C. A. River Plate     | Argentina | A-1991  |
| Primera División (9) | C. A. River Plate     | Argentina | A-1993  |
| Primera División (9) | C. A. River Plate     | Argentina | A-1994  |
| Primera División (9) | C. A. River Plate     | Argentina | A-1996  |
| Primera División (9) | C. A. River Plate     | Argentina | C-1997  |
| Primera División (9) | C. A. River Plate     | Argentina | A-1997  |
| Primera División (9) | C. A. River Plate     | Argentina | C-2000  |

### Copas internacionales
| Título                 | Club              | Sede         | Año  |
| ---------------------- | ----------------- | ------------ | ---- |
| Copa Libertadores      | C. A. River Plate | Buenos Aires | 1996 |
| Supercopa Sudamericana | C. A. River Plate | Buenos Aires | 1997 |